# Ludivine de Magnanville
Pour les articles homonymes, voir Magnanville (homonymie).
 (mai 2025).
La mise en forme du texte ne suit pas les recommandations de Wikipédia : il faut le « wikifier ».
Les points d'amélioration suivants sont les cas les plus fréquents :
- Les titres sont pré-formatés par le logiciel. Ils ne sont ni en capitales, ni en gras.
- Le texte ne doit pas être écrit en capitales (les noms de famille non plus), ni en gras, ni en italique, ni en « petit »…
- Le gras n'est utilisé que pour surligner le titre de l'article dans l'introduction, une seule fois.
- L'italique est rarement utilisé : mots en langue étrangère, titres d'œuvres, noms de bateaux, etc.
- Les citations ne sont pas en italique mais en corps de texte normal. Elles sont entourées par des guillemets français : « et ».
- Les listes à puces sont à éviter, des paragraphes rédigés étant largement préférés. Les tableaux sont à réserver à la présentation de données structurées (résultats, etc.).
- Les appels de note de bas de page (petits chiffres en exposant, introduits par l'outil «  Source ») sont à placer entre la fin de phrase et le point final[comme ça].
- Les liens internes (vers d'autres articles de Wikipédia) sont à choisir avec parcimonie. Créez des liens vers des articles approfondissant le sujet. Les termes génériques sans rapport avec le sujet sont à éviter, ainsi que les répétitions de liens vers un même terme.
- Les liens externes sont à placer uniquement dans une section « Liens externes », à la fin de l'article. Ces liens sont à choisir avec parcimonie suivant les règles définies. Si un lien sert de source à l'article, son insertion dans le texte est à faire par les notes de bas de page.
- La présentation des références doit suivre les conventions bibliographiques. Il est recommandé d'utiliser les modèles {{Ouvrage}}, {{Chapitre}}, {{Article}}, {{Lien web}} et/ou {{Bibliographie}}. Le mode d'édition visuel peut mettre en forme automatiquement les références.
- Insérer une infobox (cadre d'informations à droite) n'est pas obligatoire pour parachever la mise en page.

Pour une aide détaillée, merci de consulter Aide:Wikification.
Si vous pensez que ces points ont été résolus, vous pouvez retirer ce bandeau et améliorer la mise en forme d'un autre article.
 (avril 2025).
Ludivine de Magnanville Esteve est une députée du parti de droite MR au parlement bruxellois et entrepreneuse belge active dans la restauration.

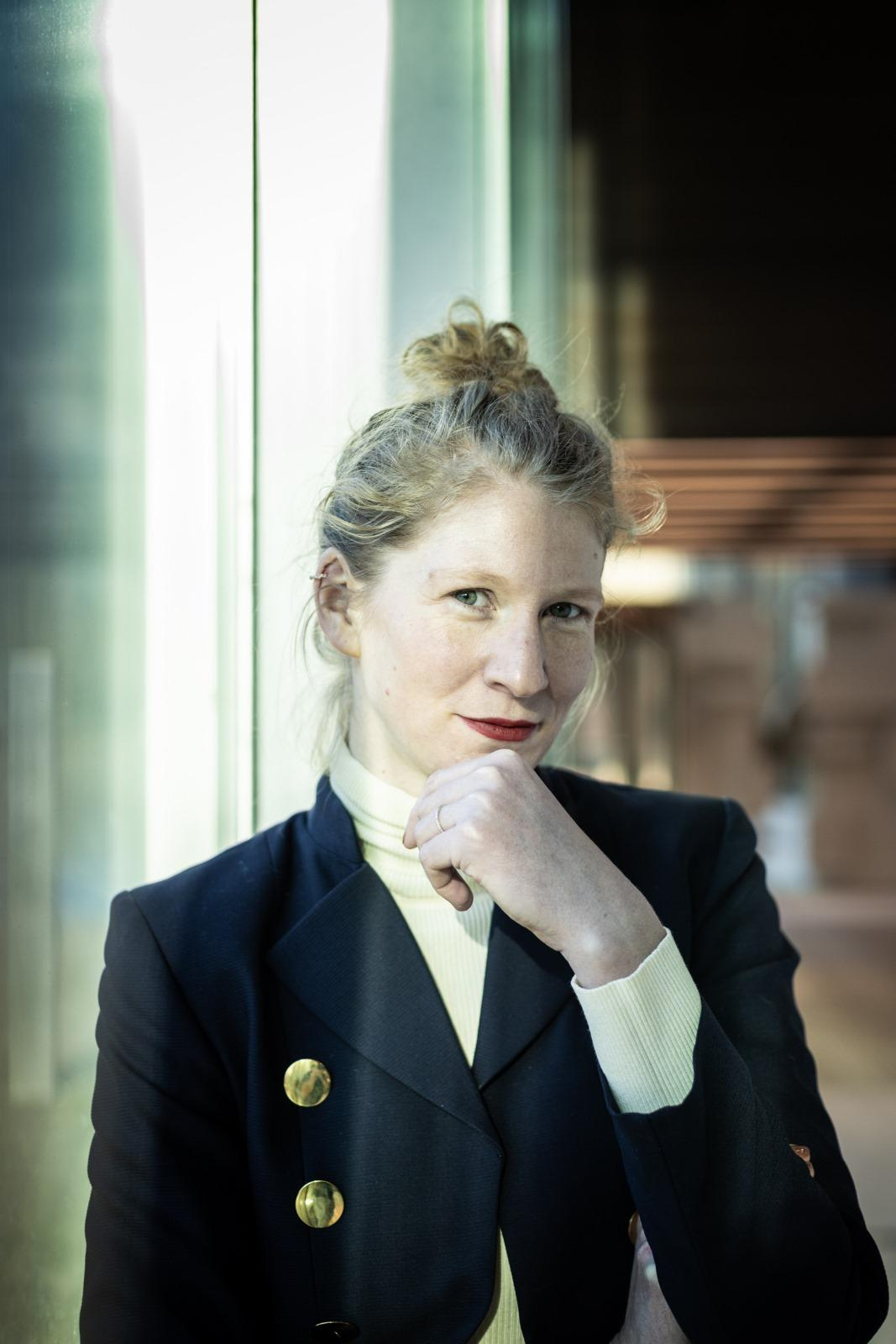
Ludivine de Magnanville, députée MR au parlement de la Région Bruxelles-Capitale

## Biographie
Ludivine de Magnanville est née le 14 octobre 1987 à Aix-en-Provence (France). Elle est mariée et mère de 3 enfants. A Bruxelles, la députée a d'abord été restauratrice pendant une dizaine d'années. Elle est notamment toujours à la tête du restaurant Ma Jolie, situé sur la chaussée de Charleroi à Saint-Gilles.
Lors de la crise du covid, qui a fortement touché le secteur de l'Horeca, elle s'est impliquée dans diverses associations relatives au secteur, comme le Collectif Resto-Bar Bxl.
Pendant l'été 2021, Ludivine de Magnanville prend la fonction d'administratrice au sein de la Fédération Horeca Bruxelles, et fin février 2022, elle devient présidente de cette fédération, ce qui a fait d'elle la première femme à la tête de cette organisation.
Alors qu'elle occupe le poste de présidente de la Fédération Horeca, elle a l'initiative de lancer le projet "Be Cheffe", un concours culinaire féminin. Elle est alors présidente d'honneur du jury de ce concours.

## Carrière politique
En janvier 2024, elle quitte son poste de présidente de la Fédération Horeca Bruxelles et devient politiquement active pour le parti DéFI. De Magnanville est candidate pour ce parti aux élections régionales bruxelloises du 9 juin 2024, et est ainsi élue députée au Parlement de la région Bruxelles-Capitale.
Au cours du premier semestre 2024, ce parti connaît quelques tensions internes. En parallèle, Ludivine de Magnanville se rend rapidement compte qu'un autre parti correspond mieux à ses opinions politiques. Le 2 septembre 2024, elle quitte DéFI et passe finalement chez le parti libéral MR, qui représenterait mieux ses idées.

Au parlement bruxellois, la députée est membre de la Commission des affaires économiques et de l'emploi ainsi que de la Commission pour l'Égalité des chances et les Droits des femmes. Ayant une carrière de restauratrice derrière elle, Ludivine de Magnanville est notamment animée par la défense des professionnels de l'HoReCa. Dans ce cadre, elle a co-signé une proposition de résolution visant une pérennisation claire et encadrée des terrasses HoReCa sur l’espace public le 4 avril 2025, laquelle a été adoptée à l'unanimité le même jour.
« Mis en place initialement comme mesure d’urgence pendant la crise du covid-19, le régime simplifié permettant l’installation de terrasses sur l’espace public s’est imposé comme un levier majeur de relance pour le secteur horeca. Il a contribué à la survie de nombreux établissements, renforcé l’attractivité commerciale de Bruxelles et favorisé une occupation qualitative de l’espace public », Ludivine de Magnanville, députée MR.

## Sources
1. Site officiel de la Fédération Horeca Bruxelles, https://www.horecabruxelles.be/nl/nieuwe-president-nieuwe-voorzitster-horeca/#version%20FR.
2. Article de BX1 du 28 février 2022, https://bx1.be/categories/news/ludivine-de-magnanville-devient-presidente-de-la-federation-horeca-bruxelles-on-a-besoin-dune-vision-a-long-terme/?theme=classic
3. Wilfriedmag nº26, printemps 2024, https://www.wilfriedmag.be/articles/ludivine-de-magnanville/.
4. Compte Instagram @BeCheffe, https://www.instagram.com/be_cheffe/; Site web Bonjour Agency,https://bonjouragency.com/be-cheffe/.
5. Site officiel Fédération Horeca, https://www.horecabruxelles.be/nl/be-cheffe-2024/.
6. Site officiel parti DeFi 30 janvier 2024, https://www.defi.be/actualites/ludivine-de-magnanville-se-lance-en-politique-chez-defi-on-ma-acceptee-dans-mon-entierete/.
7. Article de l'Echo du 2 septembre 2024, https://www.lecho.be/economie-politique/belgique/bruxelles/ludivine-de-magnanville-quitte-defi-pour-rejoindre-le-mr/10562353.html.
8. Site officiel Margaux De Ré, https://margauxdere.be/lancement-de-la-nouvelle-commission-pour-legalite-des-chances-et-les-droits-des-femmes/
9. Chaine Youtube du parlement bruxellois (playlist Commission affaires économiques et emploi),https://www.youtube.com/playlist?list=PLQ3uOzWd9MNxZ4u23HVX6fddY_7SjnPbz.
10. Article de Le Soir du 4 avril 2025, https://www.lesoir.be/666793/article/2025-04-04/vers-une-installation-permanente-des-terrasses-bruxelles fbclid=IwY2xjawJ8Gd1leHRuA2FlbQIxMABicmlkETFPdGJwOUVQYktzZUgxMzRsAR5hGJIz0pBHRv3qOkbhzkonU5iNRfnzc3PdMayqxwnI3Hv6drgOU_-kCTmiJw_aem_0dTWplgGLZByAfYnounrOw.